# Cerro de la Muerte
Cerro de la Muerte é o ponto mais alto do trecho costarriquenho da Rodovia Interamericana . Seu nome significa "Montanha da Morte" ou "Cume da Morte", já que no passado cruzar as montanhas do Vale Central significava uma viagem de três ou quatro dias, a pé ou a cavalo, e muitos viajantes mal preparados sucumbiam ao o frio e a chuva. No entanto, o pico agora é facilmente acessível, pois a rodovia passa por perto . 
Uma pista dirigível da rodovia (Quilômetro 89) leva a um pico, com seu conjunto de antenas de telecomunicações. Uma curta caminhada também está disponível da rodovia para outro pico marcado com um barril. Uma placa marca o ponto alto da rodovia (Costa Rica 2) a 3.335 metros (10.942 pés), de onde começam a pista de veículos e a trilha de caminhada. Nesta altitude, as temperaturas noturnas podem cair abaixo de zero, mas o sol logo aumenta as temperaturas pela manhã, com um alto risco de queimaduras solares no ar rarefeito. As temperaturas de registro atingem abaixo de -6 ° C . 
Esta montanha fica na cordilheira de Talamanca, que se estende do leste da Costa Rica até o oeste do Panamá . Esta cordilheira foi uma ilha vulcânica no passado geológico, ela elevada resultado do soerguimento tectônico e sua separação de outras cordilheiras significa que ela desenvolveu muitas espécies endêmicas de animais e plantas, muitas vezes com afinidades com formas andinas. 
As áreas mais altas são o habitat do páramo, com arbustos raquíticos, bambu anão e samambaias arbóreas, e plantas menores como mirtilo, groselha e chinelo . Abaixo desta zona, a vegetação natural é a floresta de carvalhos com sub-bosque de bambu, um excelente local para ver o carismático quetzal resplandecente.
Quase 50% das espécies de aves registradas no Cerro de la Muerte são endêmicas da cordilheira Talamanca. Isso inclui colibri de garganta-de-fogo, cambaxirra, tordo, rouxinol-de-bico-preto, tentilhão-de-bico-preto e junco-vulcão .

## Cruzando o Cerro de la Muerte
Como a travessia do Cerro de la Muerte levava até cinco dias a pé, no início do século XX, três áreas de descanso foram criadas pelo Decreto Congressional nº 45, assinado em 5 de agosto de 1908. 
Entre 1910 e 1912, foram construídas as três paragens de descanso, conhecidas como casas; "División", "La Muerte" e "Ojo de Agua", a um custo de ₡ 1.749,47. Eles foram construídos em intervalos de cerca de 10 a 12 horas de caminhada um do outro. Havia uma regra de deixar lenha pronta para o próximo hóspede. 
Em 1990, o Ministério da Cultura reconheceu a importância das casas de repouso, e em 20 de novembro de 2016 a "Casa Refugio Ojo de Agua" foi restaurada e hoje é um pequeno museu.

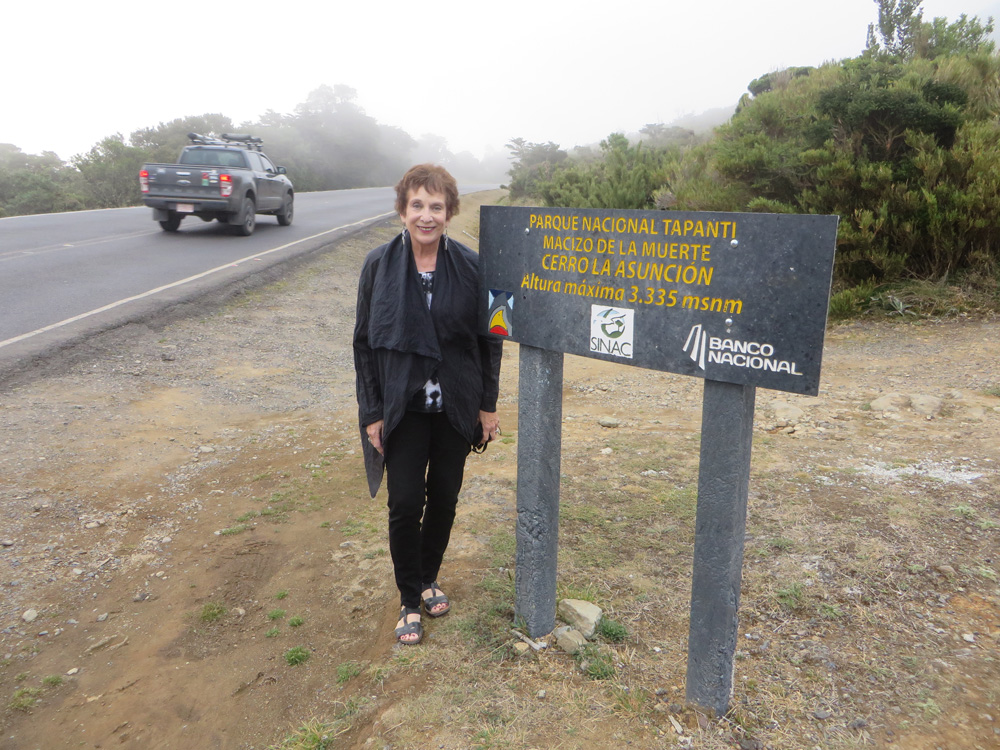
Uma placa marca a Cúpula da Morte na Costa Rica 2, a Rodovia Inter-Americana, altitude 10.942 pés
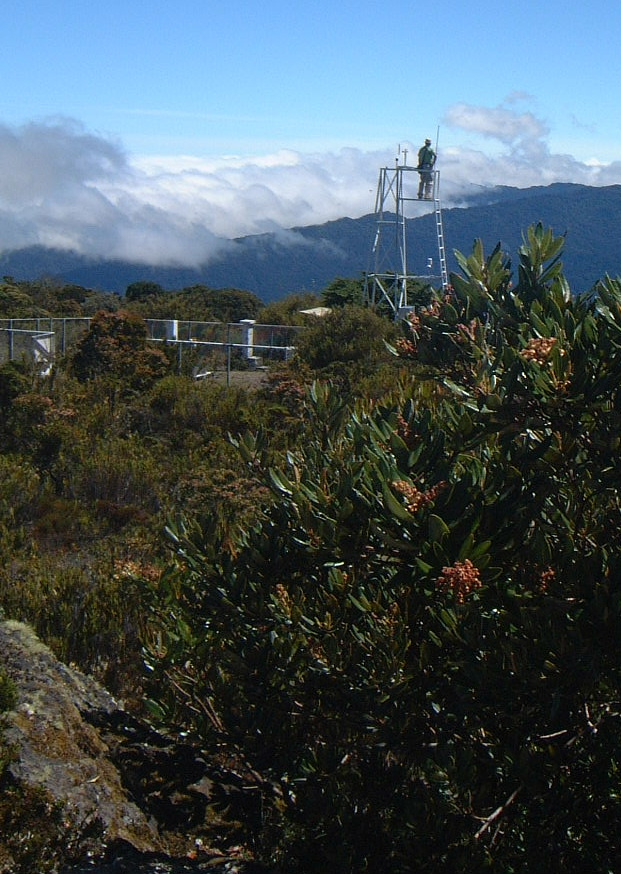
Paramo no cume
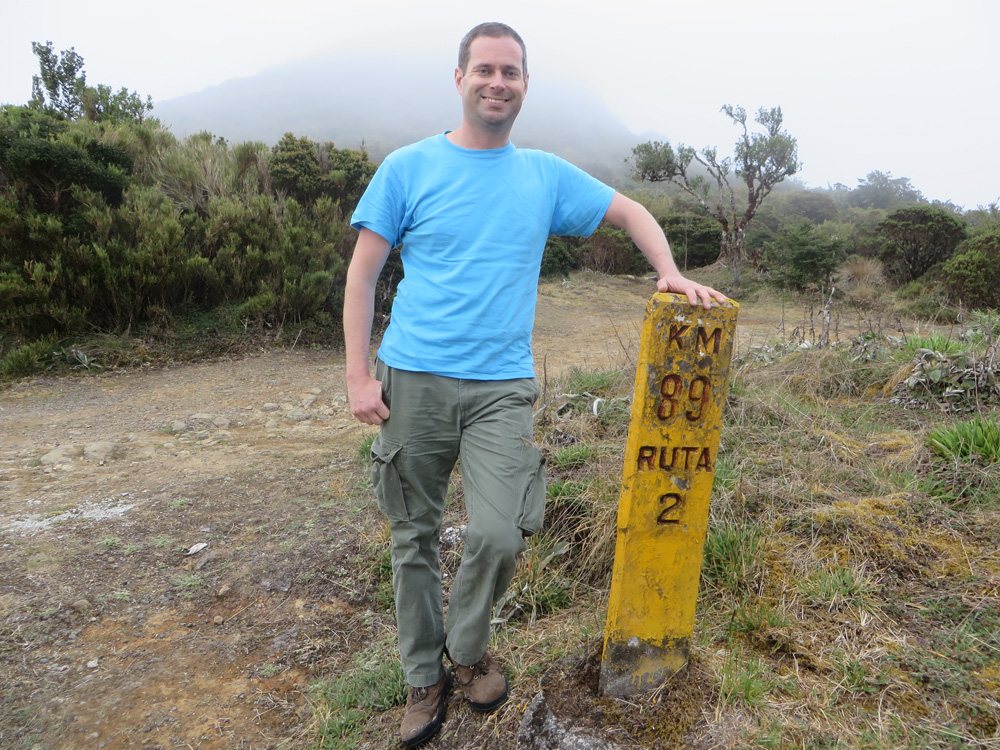
O cume da Morte é no KM 89 da Costa Rica 2, a rodovia Inter-Americana